# Cách mạng Ai Cập 1919
Cuộc cách mạng Ai Cập năm 1919 là một cuộc cách mạng toàn quốc chống lại sự chiếm đóng của Anh Quốc đối với Ai Cập và Sudan. Cuộc cách mạng được thực hiện bởi các tầng lớp nhân dân người Ai Cập và người Sudan sau sự ra đi của người lãnh đạo cách mạng Saad Zaghlul theo lệnh đày lưu vong của chính quyền Anh, và các thành viên khác của Đảng Wafd năm 1919.
Cuộc cách mạng đã dẫn đến sự thừa nhận của Anh về sự độc lập của Ai Cập năm 1922 và việc thi hành một hiến pháp mới vào năm 1923. Tuy nhiên, Anh từ chối công nhận chủ quyền của Ai Cập đầy đủ đối với Sudan, hoặc rút quân ra khỏi Khu vực Kênh đào Suez, làm cho mối quan hệ Anglo-Ai Cập trầm trọng trong những thập kỷ dẫn tới cuộc cách mạng Ai Cập năm 1952.

## Bối cảnh
Mặc dù Đế chế Ottoman giữ được chủ quyền danh nghĩa đối với Ai Cập, nhưng mối liên hệ chính trị giữa hai quốc gia này đã bị cắt đứt bởi sự chiếm quyền lực của Muhammad Ali vào năm 1805, và được thực thi bởi sự chiếm đóng của Ai Cập vào năm 1882. Từ năm 1883 đến năm 1914, Khedive của Ai Cập và Sudan vẫn là người cai trị chính thức của đất nước, quyền lực tối cao đã được thực hiện bởi Tổng Lãnh sự Anh
.
Khi chiến dịch Caucasus của chiến tranh thế giới lần thứ nhất nổ ra giữa Đế quốc Nga và Đế quốc Ottoman, nước Anh tuyên bố thiết quân luật ở Ai Cập và tuyên bố rằng Anh sẽ gánh vác toàn bộ gánh nặng cho chiến tranh. Ngày 14 tháng 12 năm 1914 Khedivate của Ai Cập đã được nâng lên một nước Hồi giáo riêng biệt và tuyên bố một chế độ bảo hộ của Anh, do đó chấm dứt dứt khoát pháp luật về chủ quyền Ottoman đối với Ai Cập. Các điều khoản của chế độ bảo hộ đã khiến các nhà hoạt động dân tộc Ai Cập tin rằng đó là một sự sắp xếp tạm thời có thể thay đổi sau chiến tranh thông qua thỏa thuận song phương với Anh Quốc
.

## Nguyên nhân
Trước chiến tranh, sự phấn khích dân tộc bị hạn chế đối với giới tinh hoa có học thức. Tuy nhiên, trong quá trình chiến tranh, sự không hài lòng với sự chiếm đóng của Anh đã lan rộng khắp mọi tầng lớp dân chúng. Đây là kết quả của sự tham gia ngày càng tăng của Ai Cập trong chiến tranh, mặc dù lời hứa của Anh Quốc là gánh vác toàn bộ gánh nặng của chiến tranh. Trong chiến tranh, người Anh đổ quân đội nước ngoài vào Ai Cập, lính chiếm một 1,5 triệu người Ai Cập vào Lực lượng Lao động, và trưng dụng các tòa nhà, cây trồng và động vật để sử dụng quân đội. Ngoài ra, vì những lời hứa của đồng minh trong chiến tranh (chẳng hạn như Fourteen Points của Tổng thống Wilson), các lớp chính trị Ai Cập chuẩn bị cho tự trị. Khi chiến tranh chấm dứt, người Ai Cập yêu cầu độc lập.

## Các sự kiện

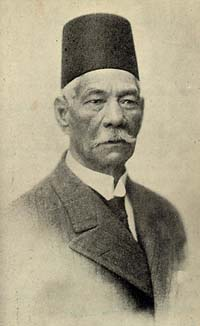
Saad Zaghlul Pasha

Ngay sau khi hiệp ước chiến tranh thế giới thứ nhất diễn ra vào ngày 11 tháng 11 đã kết thúc ở châu Âu, một phái đoàn các nhà hoạt động quốc gia Ai Cập dưới sự chỉ đạo của Saad Zaghlul đã yêu cầu Cao ủy Reginald Wingate chấm dứt bảo vệ Anh tại Ai Cập và Sudan và tiếp đại diện Ai Cập Hội nghị hòa bình ở Paris. Đoàn cũng bao gồm 'Ali Sha'rawi Pasha, Vịnh Abd al-Aziz Fahmi, Vịnh Muhammad' Ali, 'Vịnh Abd al-Latif al-Makabati, Muhammad Mahmud Pasha, Vịnh Sinut Hanna, Hamd Pasha al-Basil, Vịnh Gurg Khayyat, Vịnh Mahmud Abu al-Nasr, Vịnh Mustafa al-Nahhas và Vịnh Afifi của Tiến sĩ Hafiz [4].

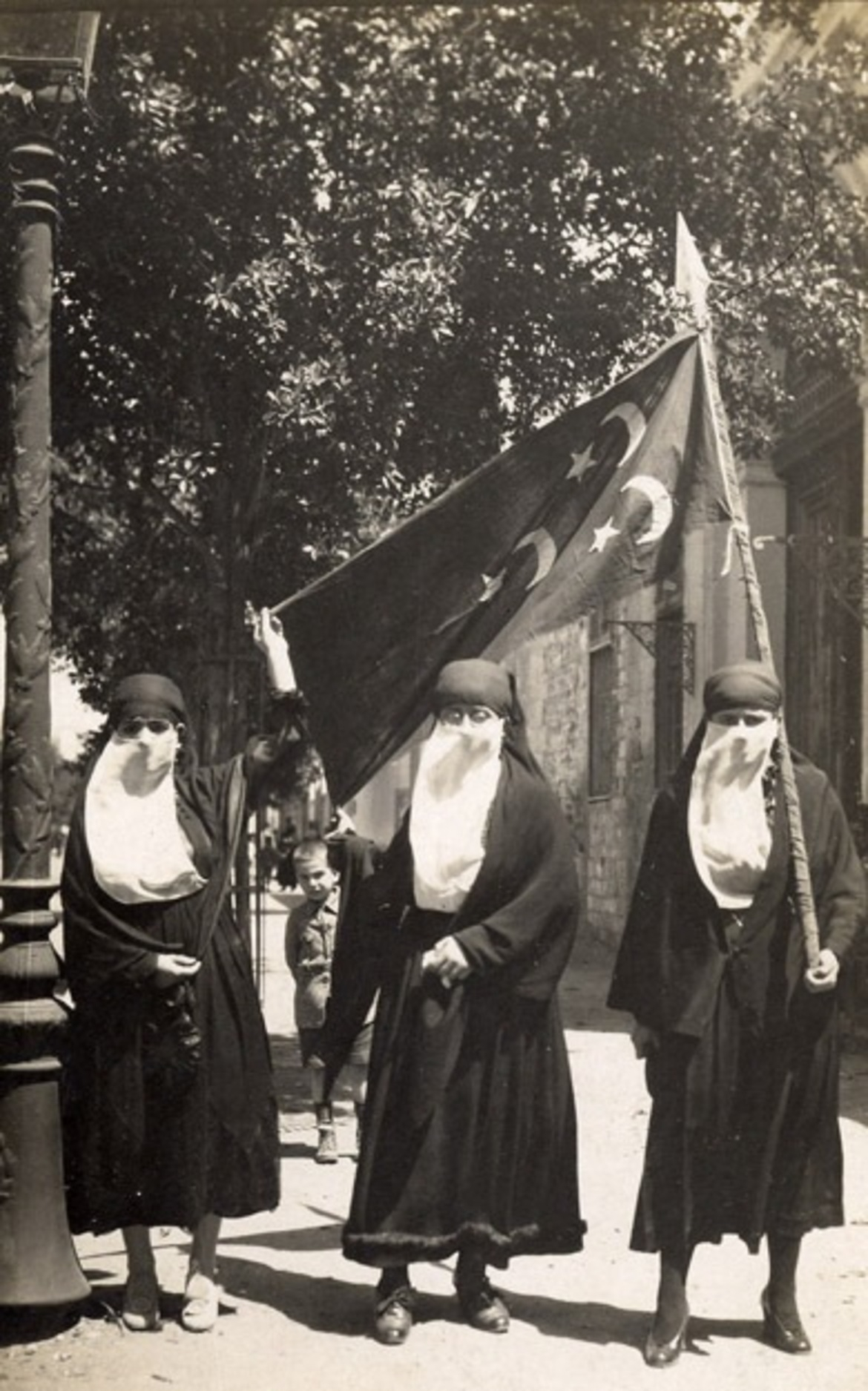
Phụ nữ Ai Cập biểu tình trong suốt cuộc cách mạng

Trong khi đó, một phong trào quần chúng vì sự độc lập hoàn toàn của Ai Cập và Sudan đã được tổ chức ở cấp cơ sở, sử dụng các chiến thuật dân chủ không vâng lời. Vào thời điểm đó, Zaghlul và Đảng Wafd được hưởng sự hỗ trợ to lớn trong số những người Ai Cập. Các sứ giả Wafdist đã đi vào các thị trấn và làng mạc để thu thập các chữ ký cho phép các nhà lãnh đạo của phong trào này kiến nghị về sự độc lập hoàn toàn của đất nước.
Người Anh ta đã bắt giữ Zaghlul và hai nhà lãnh đạo phong trào khác vào ngày 8 tháng 3 năm 1919 và trục xuất họ sang Malta. Trong quá trình rối loạn phổ biến từ ngày 15 đến ngày 31 tháng 3, ít nhất 800 người Ai Cập đã bị giết, nhiều ngôi làng đã bị phá hủy, các tài sản bị đổ cát và các đường ray bị phá hủy. "Kết quả là cuộc cách mạng", theo lời giáo sư James James đã ghi nhận về lịch sử Ai Cập.
Trong vài tuần lễ cho đến tháng 4, các cuộc biểu tình và đình công của các sinh viên, tầng lớp thượng lưu, công chức, thương gia, nông dân, công nhân và các nhà lãnh đạo tôn giáo đã trở thành sự kiện hàng ngày mà cuộc sống bình thường đã bị đình chỉ. Phong trào quần chúng này được đặc trưng bởi sự tham gia của cả nam giới và phụ nữ, và trải rộng sự phân chia tôn giáo giữa Hồi giáo và người Ai Cập Kitô giáo. Cuộc nổi dậy ở vùng nông thôn Ai Cập bạo lực hơn, liên quan đến các vụ tấn công vào các cơ sở quân sự của Anh, cơ sở dân sự và nhân sự. Đến ngày 25 tháng 7 năm 1919, 800 người Ai Cập đã chết, và 1.600 người khác bị thương .
Chính phủ Anh đã gửi một yêu cầu tìm kiếm, gọi là "Milner Mission", tới Ai Cập vào tháng 12 năm 1919 nhằm xác định nguyên nhân gây rối loạn và đưa ra khuyến cáo về tương lai chính trị của đất nước. Báo cáo của Lord Milner, xuất bản vào tháng 2 năm 1921, đề nghị rằng chế độ bảo hộ của Ai Cập không đạt yêu cầu và phải bị bỏ rơi. Các cuộc nổi dậy buộc London phải ra một tuyên bố độc lập Ai Cập vào ngày 22 tháng 2 năm 1922.

## Hậu quả
Mặc dù chính phủ Anh đề nghị công nhận Ai Cập là một quốc gia có chủ quyền độc lập nhưng điều này chỉ theo những điều kiện nhất định. Những vấn đề sau đây được dành riêng cho sự thận trọng của chính phủ Anh. Đó là: an ninh của truyền thông của Đế quốc Anh ở Ai Cập; Bảo vệ Ai Cập chống lại sự xâm lược nước ngoài; Và bảo vệ các lợi ích nước ngoài ở Ai Cập và Sudan.
Đảng Wafd soạn thảo một hiến pháp mới vào năm 1923 dựa trên hệ thống đại diện của nghị viện. Sự độc lập của Ai Cập ở giai đoạn này là danh nghĩa, vì lực lượng Anh vẫn tiếp tục có mặt trên đất Ai Cập. Hơn nữa, sự thừa nhận độc lập của Ai Cập trực tiếp loại trừ Sudan, tiếp tục được quản lý như một căn hộ chung cư Anh-Ai Cập. Saad Zaghlul trở thành Thủ tướng đầu tiên của Ai Cập được bầu vào năm 1924.